# Cybaeus ryunoiwayaensis
Cybaeus ryunoiwayaensis är en spindelart som beskrevs av Komatsu 1968. Cybaeus ryunoiwayaensis ingår i släktet Cybaeus och familjen vattenspindlar. Inga underarter finns listade i Catalogue of Life.